# Balaton (együttes)
Balaton néven működik egy alternatív rockegyüttes Magyarországon. 1979-ben alapította Víg Mihály (gitár, billentyűk, ének) és Hunyadi Károly (gitár).

## Történet
A Balaton alternatív zenét játszó csapat. Víg Mihály és Hunyadi Károly alapította 1979-ben. A kezdetekben az alapítók saját szerzeményeiket, valamint Vető János és Kozma György verseit zenésítették meg és adták elő diavetítésekkel egybekötve a BME Bercsényi kollégiumában, a Kassák Klubban. Ekkor közreműködőként az együttesben fellépett Königh Péter (szájharmonika, ének) és Hajnóczy Árpád (szaxofon). Első koncertjüket az URH együttessel adták közösen 1980 szeptemberében a Kulich Gyula téri (ma Kálvária tér) pszichiátriai ambulancia udvarán.
A verseket, forgatókönyveket és színdarabokat is szerző Víg Mihály 1982-től egy másik fontos együttesnek, a Trabantnak is meghatározó tagja lett, majd 1984-től állandóan változó kísérők (főként Európa Kiadó-tagok) társaságában léptek fel a csak rájuk jellemző szomorú rock'n'roll sanzonokkal. Végül az Európa Kiadóval közös 1986-1987-es turné után a Balaton beszüntette működését.
1991-ben azonban újjáalakult az együttes, Víg Mihály ekkor Wahorn Simonnal és Oláh Imánuellel (a magyar punkegyüttes, a C.A.F.B. volt dobosa) triót alkotott, és szerte az országban kisebb klubokban léptek fel.
1992-ben két archív koncertfelvételt tartalmazó kazetta jelent meg, az első stúdiólemez pedig 1996-ban látott napvilágot A fény közepe a sötétség kapujában címmel.
Az 1990-es évek végétől a Balaton újabb felállásban ef Zámbó István együttesével és fúvósokkal kiegészülve koncertezett. Ekkortól főként klasszikus nyolcvanas évekbeli sanzonjaikat, Trabant- és Neurotic-számokat játszottak, kiegészítve 1996-os dalokkal és a Hungária együttes néhány számának csak a Balatonra jellemző melankolikus, szomorkás feldolgozásával.
A napjainkban is aktív zenekar több mint tíz éve azonos felállásban játszik: Víg Mihály mellett szólógitáron Keszei Krisztián, basszusgitáron Horváth Gábor, a doboknál Dudás Zsombor Koala. 2011 óta kéthetente klubkoncertet tartanak a belvárosi Hunnia Bisztróban – töretlen sikerrel. 2020-ban Live at Hunnia címmel koncertlemezt rögzítettek a klubban. 2021-ben négy lemezen jelent meg a 40 éves zenekar 44 dalt tartalmazó összegző kiadványa, melynek érdekessége, hogy a dalokat koncerthez hasonló körülmények között, egyhuzamban vették fel, szintén a Hunnia Bisztróban. 2021. június 25-én az Óbudai Evangélikus Templomban mutatta be a zenekar – vonósokkal kiegészülve – legújabb nagylemezét Ady címmel.

## Tagok
- Víg Mihály – gitár, billentyűk, ének
- Hunyadi Károly – gitár
- Dénes József „Dönci” – szólógitár
- Keszei Krisztián – gitár
- Magyar Péter – dob
- Tóth Péter (Csimpi) – dob
- Horváth Gábor – basszusgitár

Jelenlegi (2017) felállás:
- Víg Mihály – gitár, billentyűk, ének
- Keszei Krisztián – gitár
- Dudás Zsombor – dob
- Horváth Gábor – basszusgitár

## Kiadványok
- Balaton 1985. 04. 27. Bahia, 1992, kazetta.

Koncertfelvétel (Budapest).
- Balaton II. Bahia, 1992, CD, kazetta.

1982 és 1984 között készült házi felvételek, valamint egy 1987-es szegedi koncert részletei.
- A fény közepe a sötétség kapujában. Bahia, 1996, CD-ROM, kazetta.

- 1979-2009, Balaton Válogatás. 1G Records, 2009, CD.

Válogatás a zenekar dalaiból, kiegészülve két megzenésített Ady Endre verssel (A föltámadás szomorúsága, Ha holtan találkozunk) és három korábban nem rögzített dallal (Eljön, Mi az ember, Epilógus – ez utóbbi nem azonos A Fény közepe...-n szereplő azonos című dallal). A 18 dalból 8 azonos változatban szerepel a Balaton II, illetve A fény közepe... albumokon, a többi 2002 és 2009-ben (újra) felvett anyag.
Az FF Film & Music gondozásában megjelent kiadványok:
- Lassan már hiába (2019)
- Live at Hunnia (2020) I-II
- Kijárási tilalom van (2020)
- B=4*10+1 (2021) I-IV
- Ady (2021)